# Chrťany
Chrťany – wieś (obec) na Słowacji położona w kraju bańskobystrzyckim, w powiecie Veľký Krtíš. Pierwsze wzmianki o miejscowości pochodzą z 1227 roku.
Według danych z dnia 31 grudnia 2012 roku, wieś zamieszkiwało 146 osób, w tym 68 kobiet i 78 mężczyzn.
W 2001 roku rozkład populacji względem narodowości i przynależności etnicznej wyglądał następująco:
- Słowacy – 95,73%
- Czesi – 0,85%
- Romowie – 1,71%
- Węgrzy – 0,85%

Ze względu na wyznawaną religię struktura mieszkańców kształtowała się w 2001 roku następująco:
- Katolicy rzymscy – 35,9%
- Ewangelicy – 56,41%
- Ateiści – 6,84%
- Nie podano – 0,85%